# Опортуністична інфекція
Опортуністи́чні інфе́кції — медичний термін, який означає інфекційні захворювання, що спричинюють мікроорганізми, які зазвичай не здатні породити хворобу в людині (тварині) із здоровою імунною системою, але можуть розвиватися у людей (тварин) з ослабленою імунною системою. У випадку ВІЛ-інфекції використовують термін «ВІЛ-асоційовані інфекції».

## Причини
Ослаблення імунної системи, відоме як імунодефіцит або імуносупресія, спричинюють такі причини:
- Недоїдання
- Імуносупресори, які вводять пацієнтам при пересадці органів
- Хімієтерапія раку
- ВІЛ-інфекція
- Генетичні хвороби
- Пошкодження шкіри
- Лікування антибіотиками
- Деякі медичні процедури

## Етіологія
Найчастіше до опортуністичних інфекцій включають:
- Пневмонія, яку спричинюють Pneumocystis jirovecii або Pneumocystis carinii(інші мови) (у випадку СНІДу) — пневмоцистна пневмонія
- Candida albicans
- Toxoplasma gondii
- Герпесвіруси
- Staphylococcus aureus
- Streptococcus pyogenes
- Pseudomonas aeruginosa

## Лікування
Лікування залежить від виду опортуністичної інфекції, при ураженні бактеріями зазвичай залучає використання антибіотиків.
|  | Це незавершена стаття про інфекційні захворювання. Ви можете допомогти проєкту, виправивши або дописавши її. |